# Yōhei Kajiyama
Yōhei Kajiyama (jap. 梶山 陽平 Kajiyama Yōhei; ur. 24 września 1985) – japoński piłkarz. Obecnie występuje w FC Tokyo.

## Kariera klubowa
Od 2003 roku występował w klubach FC Tokyo, Panathinaikos AO i Oita Trinita.

## Kariera reprezentacyjna
Został powołany do kadry na Igrzyska Olimpijskie w 2008 roku.